# Achères (Cher)
Pour les articles homonymes, voir Achères.
Achères est une commune française située dans le département du Cher, en région Centre-Val de Loire.

## Géographie

### Climat
Pour des articles plus généraux, voir Climat du Centre-Val de Loire et Climat du Cher.
En 2010, le climat de la commune est de type climat océanique dégradé des plaines du Centre et du Nord, selon une étude du CNRS s'appuyant sur une série de données couvrant la période 1971-2000. En 2020, Météo-France publie une typologie des climats de la France métropolitaine dans laquelle la commune est exposée à un climat océanique altéré et est dans la région climatique Centre et contreforts nord du Massif Central, caractérisée par un air sec en été et un bon ensoleillement.
Pour la période 1971-2000, la température annuelle moyenne est de 11,2 °C, avec une amplitude thermique annuelle de 16,1 °C. Le cumul annuel moyen de précipitations est de 845 mm, avec 11,8 jours de précipitations en janvier et 7,2 jours en juillet. Pour la période 1991-2020, la température moyenne annuelle observée sur la station météorologique la plus proche, située sur la commune de La Chapelle-d'Angillon à 10 km à vol d'oiseau, est de 11,6 °C et le cumul annuel moyen de précipitations est de 870,9 mm,. Pour l'avenir, les paramètres climatiques de la commune estimés pour 2050 selon différents scénarios d'émission de gaz à effet de serre sont consultables sur un site dédié publié par Météo-France en novembre 2022.

## Urbanisme

### Typologie
Au 1er janvier 2024, Achères est catégorisée commune rurale à habitat dispersé, selon la nouvelle grille communale de densité à 7 niveaux définie par l'Insee en 2022.
Elle est située hors unité urbaine. Par ailleurs la commune fait partie de l'aire d'attraction de Bourges, dont elle est une commune de la couronne,. Cette aire, qui regroupe 111 communes, est catégorisée dans les aires de 50 000 à moins de 200 000 habitants,.

### Occupation des sols
L'occupation des sols de la commune, telle qu'elle ressort de la base de données européenne d’occupation biophysique des sols Corine Land Cover (CLC), est marquée par l'importance des territoires agricoles (89,7 % en 2018), une proportion identique à celle de 1990 (89,7 %). La répartition détaillée en 2018 est la suivante : 
prairies (48,1 %), terres arables (27,3 %), zones agricoles hétérogènes (14,3 %), forêts (10,2 %).
L'évolution de l’occupation des sols de la commune et de ses infrastructures peut être observée sur les différentes représentations cartographiques du territoire : la carte de Cassini (XVIIIe siècle), la carte d'état-major (1820-1866) et les cartes ou photos aériennes de l'IGN pour la période actuelle (1950 à aujourd'hui).

### Risques majeurs
Le territoire de la commune d'Achères est vulnérable à différents aléas naturels : météorologiques (tempête, orage, neige, grand froid, canicule ou sécheresse), mouvements de terrains et séisme (sismicité faible). Un site publié par le BRGM permet d'évaluer simplement et rapidement les risques d'un bien localisé soit par son adresse soit par le numéro de sa parcelle.

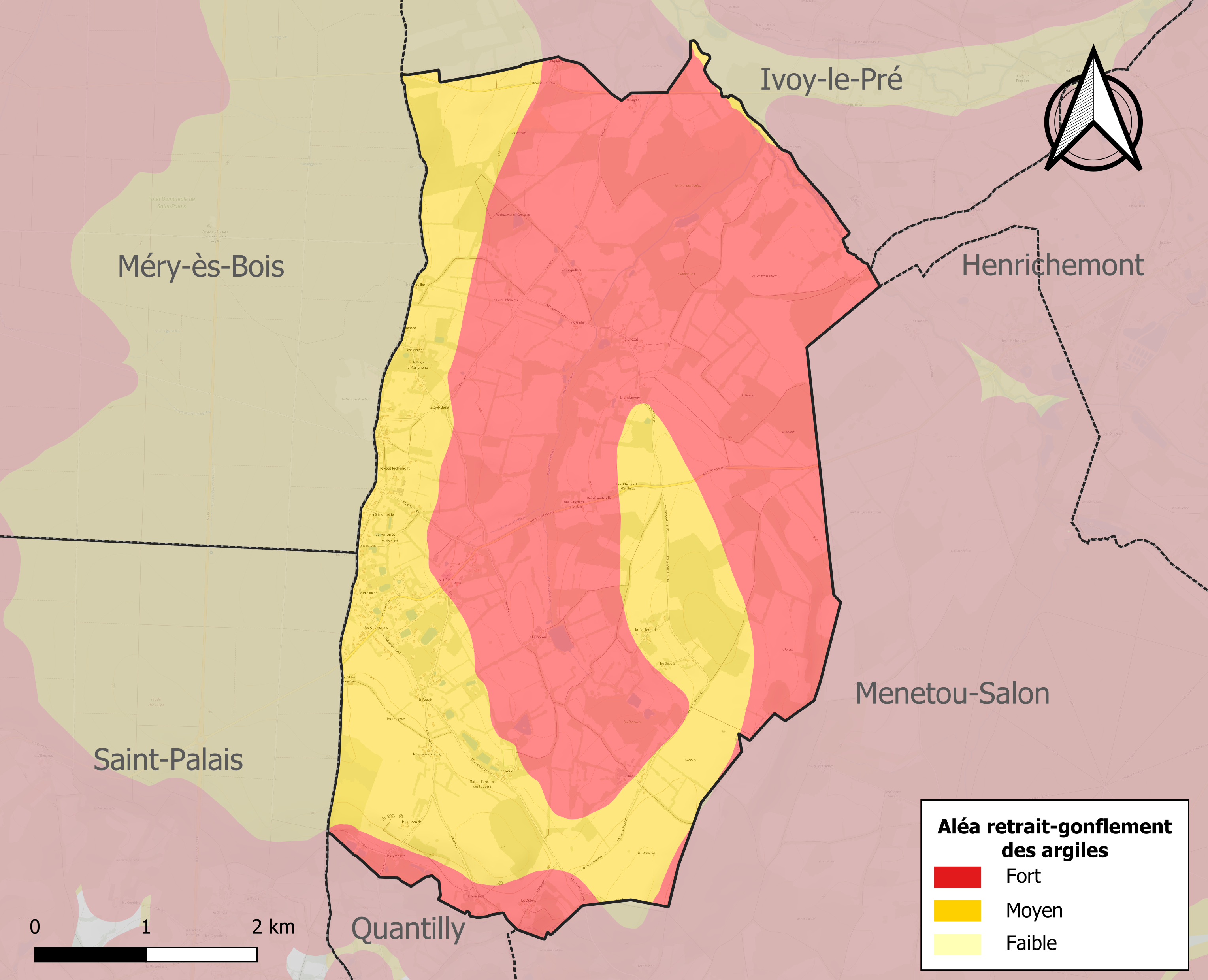
Carte des zones d'aléa retrait-gonflement des sols argileux d'Achères.

La commune est vulnérable au risque de mouvements de terrains constitué principalement du retrait-gonflement des sols argileux. Cet aléa est susceptible d'engendrer des dommages importants aux bâtiments en cas d’alternance de périodes de sécheresse et de pluie. La totalité de la commune est en aléa moyen ou fort (90 % au niveau départemental et 48,5 % au niveau national). Sur les 220 bâtiments dénombrés sur la commune en 2019, 220 sont en aléa moyen ou fort, soit 100 %, à comparer aux 83 % au niveau départemental et 54 % au niveau national. Une cartographie de l'exposition du territoire national au retrait gonflement des sols argileux est disponible sur le site du BRGM,.
Concernant les mouvements de terrains, la commune a été reconnue en état de catastrophe naturelle au titre des dommages causés par la sécheresse en 2018 et par des mouvements de terrain en 1999.

## Toponymie
Le nom de la localité est attesté en tant que Ecclésia beatae Mariaze de Acheriis en 1075, rappelant en ces lieux l'existence d'une église dédiée à sainte Marie d'Achères.
Du latin, adjectif féminin pluriel apiarias (villas) « (fermes) pourvues de ruches » et du vieux français aschier signifiant « rucher » ; le miel, en des temps reculés, était la seule source de sucre. Les lois de certaines régions étaient particulièrement strictes au sujet du miel et pouvaient aller jusqu'à une condamnation à mort en cas de destruction volontaire de ruchers.

## Politique et administration

### Liste des maires
| Période    | Période  | Identité       | Étiquette | Qualité           |
| ---------- | -------- | -------------- | --------- | ----------------- |
| avant 1981 |          | Bernard Labbé  |           |                   |
| 2001       | 2008     | Georges Thomas |           |                   |
| mars 2008  | En cours | André Jouanin  | DVD       | Retraité agricole |

### Tendances politiques et résultats
Le résultat de l'élection présidentielle de 2012 dans cette commune est le suivant :
| Candidat       | Candidat                    | Premier tour | Premier tour | Second tour | Second tour |
| Candidat       | Candidat                    | Voix         | %            | Voix        | %           |
| -------------- | --------------------------- | ------------ | ------------ | ----------- | ----------- |
|                | Eva Joly (EÉLV)             | 4            | 1,57         |             |             |
|                | Marine Le Pen (FN)          | 51           | 20,08        |             |             |
|                | Nicolas Sarkozy (UMP)       | 48           | 18,90        | 101         | 43,16       |
|                | Jean-Luc Mélenchon (FG)     | 44           | 17,32        |             |             |
|                | Philippe Poutou (NPA)       | 4            | 1,57         |             |             |
|                | Nathalie Arthaud (LO)       | 5            | 1,97         |             |             |
|                | Jacques Cheminade (SP)      | 0            | 0,00         |             |             |
|                | François Bayrou (MoDem)     | 28           | 11,02        |             |             |
|                | Nicolas Dupont-Aignan (DLR) | 6            | 2,36         |             |             |
|                | François Hollande (PS)      | 64           | 25,20        | 133         | 56,84       |
|                |                             |              |              |             |             |
| Inscrits       | Inscrits                    | 294          | 100,00       | 294         | 100,00      |
| Abstentions    | Abstentions                 | 38           | 12,93        | 31          | 10,54       |
| Votants        | Votants                     | 256          | 87,07        | 263         | 89,46       |
| Blancs et nuls | Blancs et nuls              | 2            | 0,78         | 29          | 11,03       |
| Exprimés       | Exprimés                    | 254          | 99,22        | 234         | 88,97       |

Le résultat de l'élection présidentielle de 2017 dans cette commune est le suivant :
| Candidat    | Candidat                    | Premier tour | Premier tour | Deuxième tour | Deuxième tour |  |
| Candidat    | Candidat                    | %            | Voix         | %             | Voix          |  |
| ----------- | --------------------------- | ------------ | ------------ | ------------- | ------------- |  |
|             | Nicolas Dupont-Aignan (DLF) | 7,20         | 18           |               |               |  |
|             | Marine Le Pen (FN)          | 26,40        | 66           | 40,74         | 88            |  |
|             | Emmanuel Macron (EM)        | 18,40        | 46           | 59,26         | 128           |  |
|             | Benoît Hamon (PS)           | 3,20         | 8            |               |               |  |
|             | Nathalie Arthaud (LO)       | 0,80         | 2            |               |               |  |
|             | Philippe Poutou (NPA)       | 1,20         | 3            |               |               |  |
|             | Jacques Cheminade (SP)      | 0,00         | 0            |               |               |  |
|             | Jean Lassalle (RES)         | 0,80         | 2            |               |               |  |
|             | Jean-Luc Mélenchon (LFI)    | 25,60        | 64           |               |               |  |
|             | François Asselineau (UPR)   | 2,40         | 6            |               |               |  |
|             | François Fillon (LR)        | 14,00        | 35           |               |               |  |
|             |                             |              |              |               |               |  |
| Inscrits    | Inscrits                    | 292          | 100,00       | 292           | 100,00        |  |
| Abstentions | Abstentions                 | 34           | 11,64        | 41            | 14,04         |  |
| Votants     | Votants                     | 258          | 88,36        | 251           | 85,96         |  |
| Blancs      | Blancs                      | 0            | 0,00         | 23            | 9,16          |  |
| Nuls        | Nuls                        | 8            | 3,10         | 12            | 4,78          |  |
| Exprimés    | Exprimés                    | 250          | 96,90        | 216           | 86,06         |  |

## Démographie
L'évolution du nombre d'habitants est connue à travers les recensements de la population effectués dans la commune depuis 1793. Pour les communes de moins de 10 000 habitants, une enquête de recensement portant sur toute la population est réalisée tous les cinq ans, les populations de référence des années intermédiaires étant quant à elles estimées par interpolation ou extrapolation. Pour la commune, le premier recensement exhaustif entrant dans le cadre du nouveau dispositif a été réalisé en 2006.

En 2022, la commune comptait 332 habitants, en évolution de −12,4 % par rapport à 2016 (Cher : −2,48 %, France hors Mayotte : +2,11 %).
| 1793 | 1800 | 1806 | 1821 | 1831 | 1836 | 1841 | 1846 | 1851 |
| ---- | ---- | ---- | ---- | ---- | ---- | ---- | ---- | ---- |
| 580  | 580  | 499  | 633  | 543  | 637  | 631  | 611  | 620  |

| 1856 | 1861 | 1866 | 1872 | 1876 | 1881 | 1886 | 1891 | 1896 |
| ---- | ---- | ---- | ---- | ---- | ---- | ---- | ---- | ---- |
| 607  | 621  | 644  | 599  | 595  | 589  | 550  | 577  | 582  |

| 1901 | 1906 | 1911 | 1921 | 1926 | 1931 | 1936 | 1946 | 1954 |
| ---- | ---- | ---- | ---- | ---- | ---- | ---- | ---- | ---- |
| 568  | 538  | 496  | 440  | 411  | 365  | 374  | 332  | 339  |

| 1962 | 1968 | 1975 | 1982 | 1990 | 1999 | 2006 | 2011 | 2016 |
| ---- | ---- | ---- | ---- | ---- | ---- | ---- | ---- | ---- |
| 314  | 265  | 227  | 273  | 335  | 354  | 355  | 382  | 379  |

| 2021 | 2022 | - | - | - | - | - | - | - |
| ---- | ---- | - | - | - | - | - | - | - |
| 348  | 332  | - | - | - | - | - | - | - |

## Culture locale et patrimoine

### Lieux et monuments
- Église Notre-Dame d'Achères.

### Héraldique
| Blason de Achères | Blason  | Écartelé : au 1er d'azur à la chapelle d'argent essorée de sable et terrassée de sinople, au 2e d'azur à la ruche d'argent couverte d'or, terrassée de sinople et environnée de quatre abeilles volantes d'argent, au 3e d'azur à l'outil à fendre les merrains et à la hache de bûcheron d'argent passées en sautoir, au 4e d'azur au pot de terre à deux anses accompagné en chef à senestre et en pointe à dextre de deux brocs, celui de la pointe contourné, le tout au naturel, à la croix en filet de gueules brochant sur l'écartelé, à la fleur de lis d'or brochant en abîme sur l'écartelé. |
| Blason de Achères | Détails | Les armoiries de la commune ont été révisées par Jean-Paul Fernon. Le statut officiel du blason reste à déterminer. |